# 吉武安正
吉武 安正（よしたけ やすまさ、1899年（明治32年）5月11日 - 1967年（昭和42年）2月14日）は、大日本帝国陸軍軍人。最終階級は陸軍少将。

## 経歴
佐賀県出身。1921年（大正10年）7月に陸軍士官学校第33期卒業。1930年（昭和5年）12月に陸軍大学校に入学し、1933年（昭和8年）11月に同校第45期卒業。
1940年（昭和15年）8月、陸軍省人事局補任課高級課員、1941年（昭和16年）3月、参謀本部防衛課長を経て、同年8月、陸軍大佐に進む。大東亜戦争に突入すると1943年（昭和18年）3月、歩兵第233連隊長に補され、宜昌に展開する。
内地に帰還し、1944年（昭和19年）3月、教育総監部第1課長兼参謀本部教育課長を経て、1945年（昭和20年）3月、兼職を免じられ、同年4月、第57軍参謀長に補され、同年6月、陸軍少将に進んだ。本土決戦に備え鹿児島県財部に防衛陣地を構築中に終戦を迎えた。終戦後の10月18日には佐賀連隊区司令官に就任した。
1947年（昭和22年）11月28日、公職追放仮指定を受けた。